# (15010) 1998 QL92
A (15010) 1998 QL92 a Naprendszer kisbolygóövében található aszteroida. A LINEAR projekt keretében fedezték fel 1998. augusztus 28-án.